# 1144年
| 千纪： | 2千纪 |
| 世纪： | 11世纪 \| 12世纪 \| 13世纪                                                                                                 |
| 年代： | 1110年代 \| 1120年代 \| 1130年代 \| 1140年代 \| 1150年代 \| 1160年代 \| 1170年代                                           |
| 年份： | 1139年 \| 1140年 \| 1141年 \| 1142年 \| 1143年 \| 1144年 \| 1145年 \| 1146年 \| 1147年 \| 1148年 \| 1149年                 |
| 纪年： | 甲子年（鼠年）；西夏人慶元年；金皇統四年；西辽咸清元年；南宋紹興十四年；大理廣運七年；越南大定五年；日本康治三年，天養元年 |

## 大事记
- 金熙宗得知耶律大石去世的消息，派粘割韓奴為使勸降西遼，粘割韓奴讓蕭塔不煙下馬接詔，蕭塔不煙派人將其殺死。
- 埃澤薩伯國的首都埃澤薩被塞爾柱帝國摩蘇爾總督贊吉（Zengi）攻佔，是促成第二次十字軍的起因。

## 逝世
- 完顏道濟，金熙宗的次子。
- 令子內親王